# 卡纳克巨石林
47°35′08″N 03°04′36″W / 47.58556°N 3.07667°W
卡纳克巨石林是位于法国布列塔尼卡纳克村周边的非常紧密的石器时代遗址的总称，由石阵、支石墓、岩冢和单独树立的独石组成。当地有3000多块史前布列塔尼凯尔特人居民树立的石头，这些石头均产于本地，是世界上最大的史前石阵。当地的传说说这些排列笔直的石阵是被梅林石化了的罗马军团，是亚瑟王传说的一个当地版本之一。大多数这些石头树立在卡纳克境内，少数位于东部的临镇中。
这些石头是在新石器时代树立起来的，估计于前3300年左右，但是也有人估计其年代在前4500年左右。
一些石阵在过去的世纪中被破坏，比如支石墓被用作羊圈、鸡圈甚至火炉。还有许多石头被搬走铺路或者当作建筑材料。对现存的石阵的管理在当地依然是一个争议内容。

## 石阵
卡纳克巨石林中有三组大的石列：每乃克、科马里奥和科莱斯堪。这三组石列可能过去是同一组，但是后来由于当中的石头被挪用他处而被分开。

### 每乃克排列
11排石头排列成长1165米，宽约100米的梯形。亚历山大·汤姆认为在排列的两端还有石圈的遗迹。西端有一个由71块石头组成的环状列石，东段的环状列石已经残存无几了。最大的石头大约有四米高，位于比较宽的西端。向东逐渐降低到约0.6米，然后又开始增高。

### 科马里奥（死人之屋）[4]排列
扇状的每乃克的东部是科马里奥排列，它由1029块石头组成，共十行，约1300米长。空照显示在其东部有一个由比较短的石头组成的石环。

### 科莱斯堪排列
科莱斯堪排列比上两个排列小，位于其东部，由555块石头组成。这些石头排列为13行，共长约800米， 高度在80厘米至4米之间。最西部的石头最高，在那里还有一个由39块石头组成的石环。北部可能还有其它石环。

### 小每乃克排列
小每乃克排列是一个位于科莱斯堪排列以东的一个小的排列。今天大多数这些石头位于树林里，被苔藓和爬藤覆盖。

## 岩冢
当地有数个岩冢。这些岩冢是盖在坟墓上的土堆。坟墓本身由通向过去盛有新石器时代文物的甬道组成。

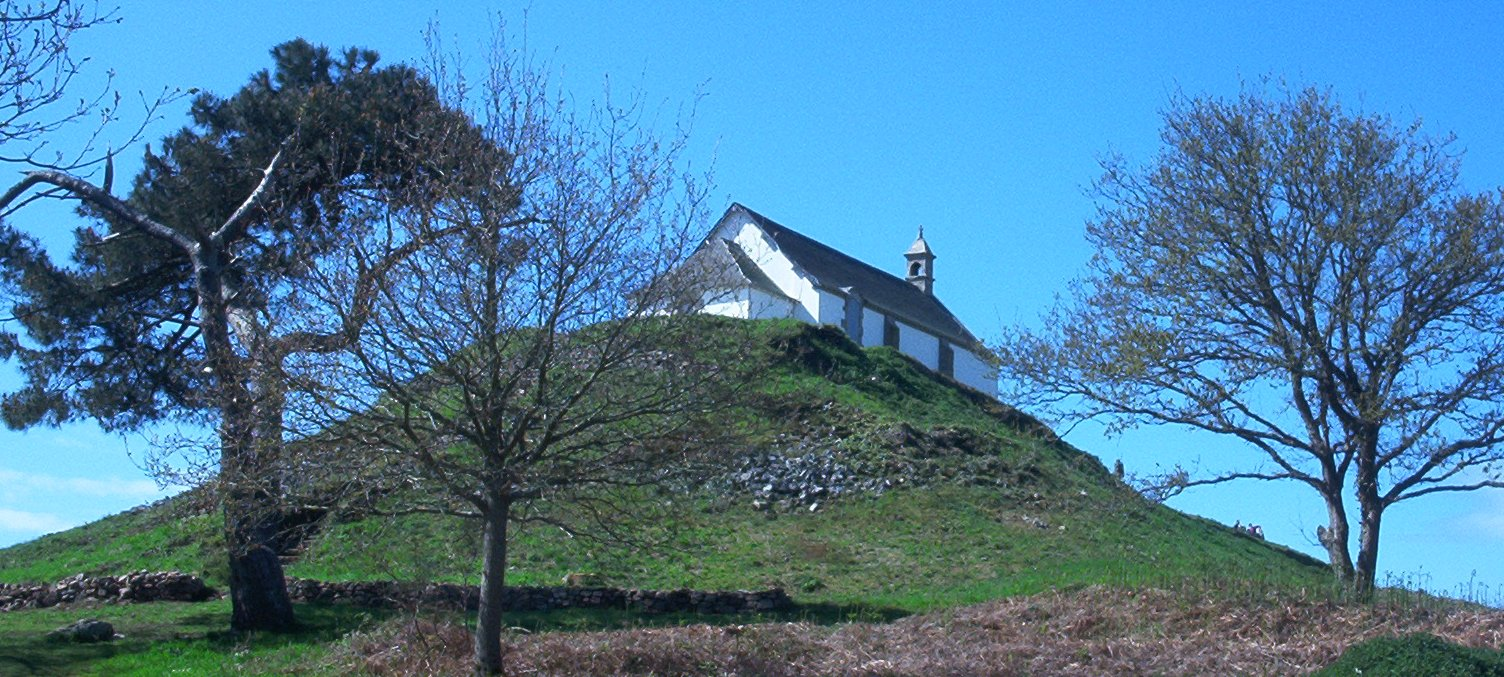
圣米歇尔岩冢

### 圣米歇尔岩冢
圣米歇尔岩冢于前5000年至前3400年之间建成，它的基部为125米长、60米宽，高12米，含3.5万立方米土和岩石。它是当时统治阶层成员的坟墓。1862年有人通过向下挖掘一系列垂直的、8米深的洞对它进行发掘。1900年至1907年再次发掘，发现了里面的坟墓和石盒子。从它的内部出土的文物包括15个石盒子、陶瓷制品和首饰。大多数这些文物现在在卡纳克史前博物馆中展出。
1663年在圣米歇尔岩冢上建造了一座小教堂，1813年该教堂重建，但是1923年被毁。现在岩冢上的小教堂是1926年重建的，与1663年的小教堂的结构是一样的。

### 岩冢
这个岩冢也被称为，它的墓丘长85米，宽35米，高5米。在它的西端有一座支石墓，在它的东端有两座墓。在它的附近还有一根约3米高的立石。

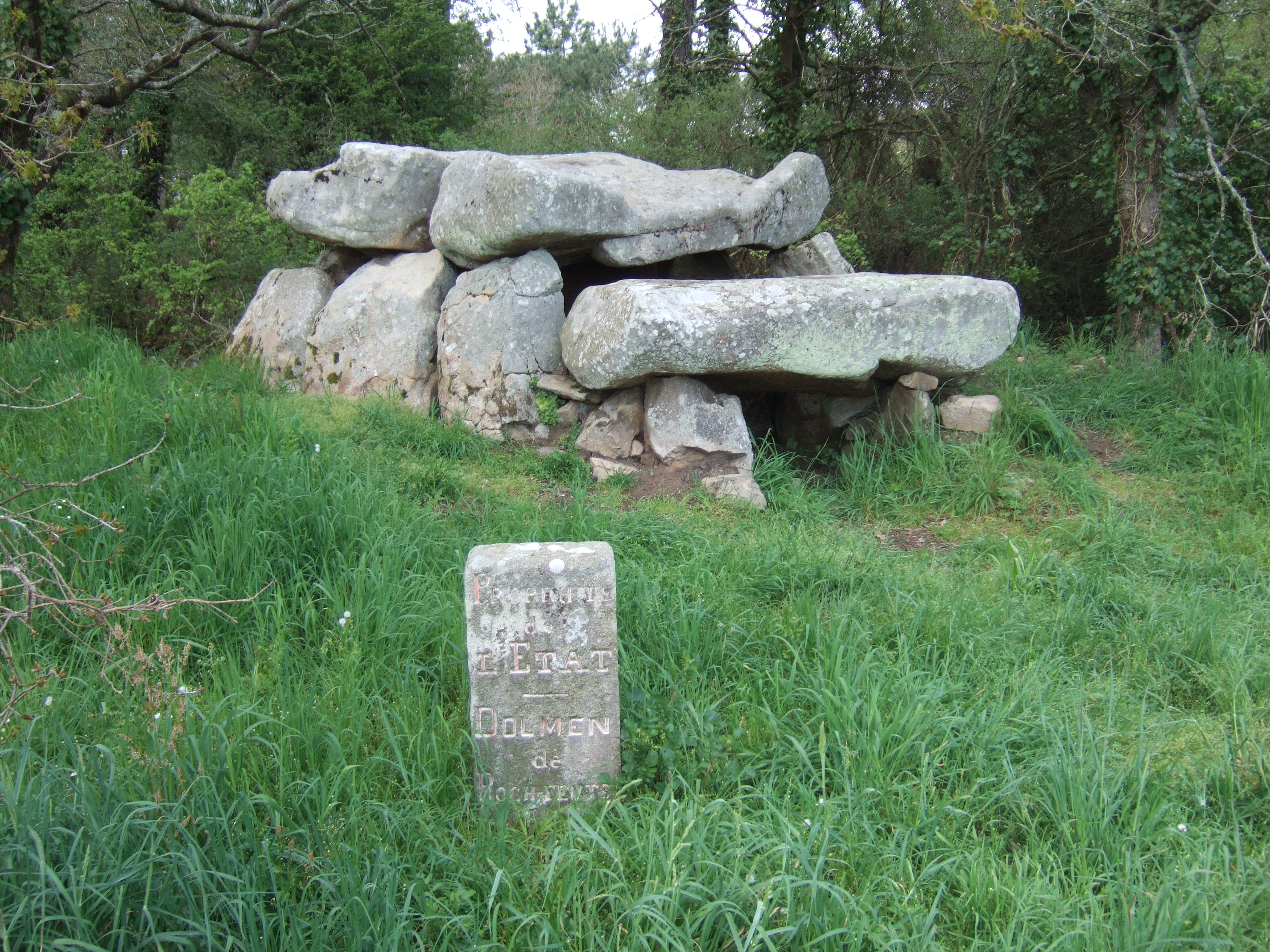
Er-Roc'h-Feutet支石墓，前方的石碑上书明该古迹属于法国国家财产

## 支石墓
当地有一些支石墓散布在周围。一般认为这些支石墓的确是坟墓。它们由数块巨大的石头支持着一块“顶石”组成，然后被埋在土堆下。许多这些土堆已经不存在了，有些是在考古发掘的过程中被移走了。只有巨石还留在当地，其破坏程度各不相同。

### 支石墓
位于北部，马德兰妮小教堂附近，它的顶部依然完整。

### 马德兰妮支石墓
这个大支石墓长12米，宽5米，其顶石长9米，但是已经破碎。它是以附近依然被使用的马德兰妮小教堂命名的。

### 支石墓
这个支石墓还保存着其原有的顶部石碓，因此是很少见的。它位于科马里奥排列的南边，25至30米宽，5米高，在其顶部有一根小石柱。原来在它的周边4米处还有一圈小石柱，主墓道长6.5米，通到一座大墓室，在这座墓室中发掘出了许多文物，其中包括釜、珠、箭头和陶器。它约于前4600年建成，并在此后约3000年中被使用。

### 科莱斯堪支石墓
一个约正方形的土堆，仅剩下了一块顶石。这块顶石是东西走向的，进入的路从南方来。

### Kermarquer支石墓

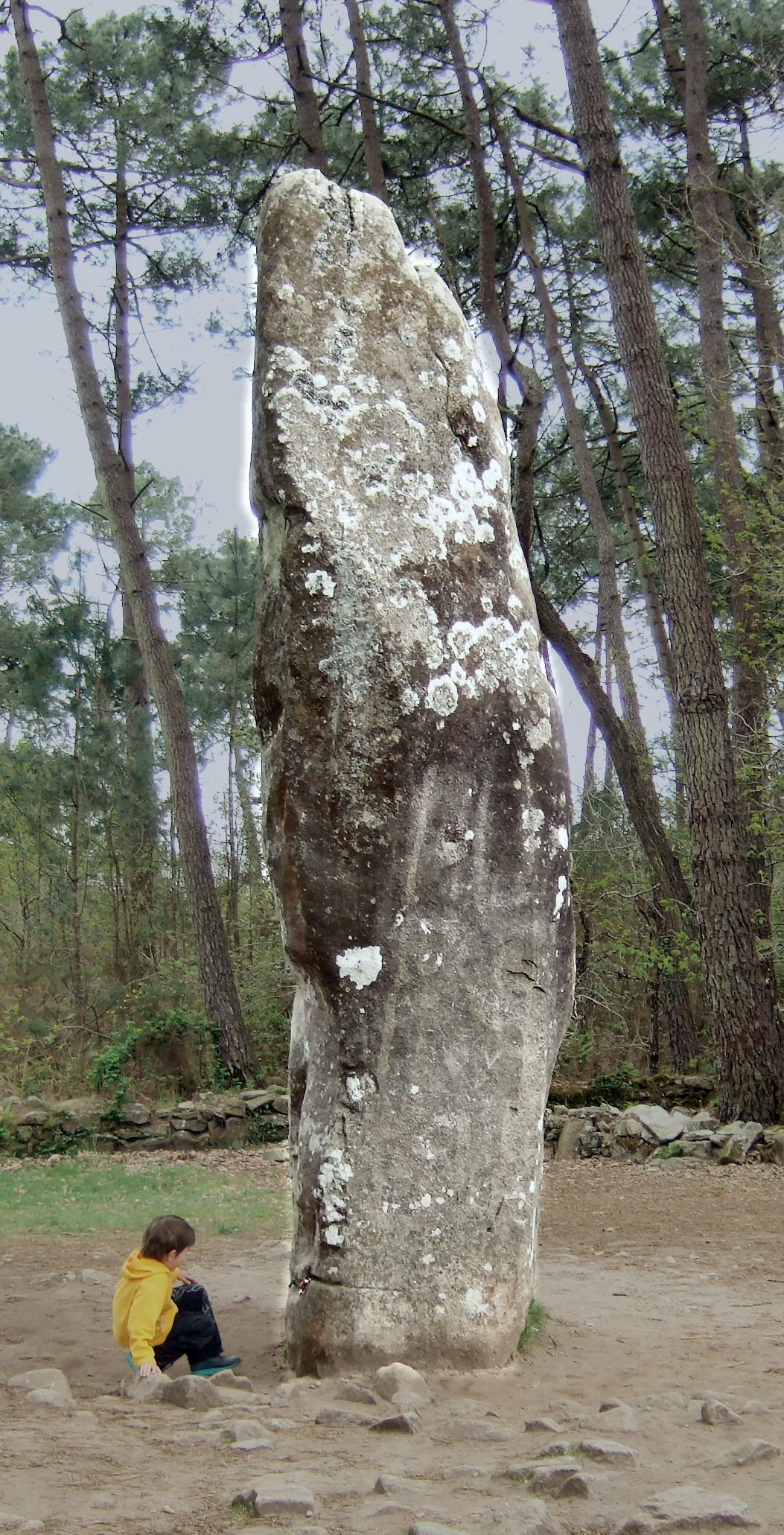
大石柱

### 支石墓
位于一座小丘上，有两个墓室。
这组支石墓也被称为或洞。它由三个在布列塔尼排列独特的支石墓组成。过去它们一起被盖在一个土丘下，大多数这样被盖在同一土丘下的支石墓是平行排列的，但是这组支石墓则被排列为一马蹄形。其中最大的支石墓位于东边，长11米。

### 克鲁克诺支石墓
这是一座典型的支石墓，其支石高1.8米，顶石长7.6米，重40吨。1900年以前有一条24米长的路通到这里。

## 其它石头

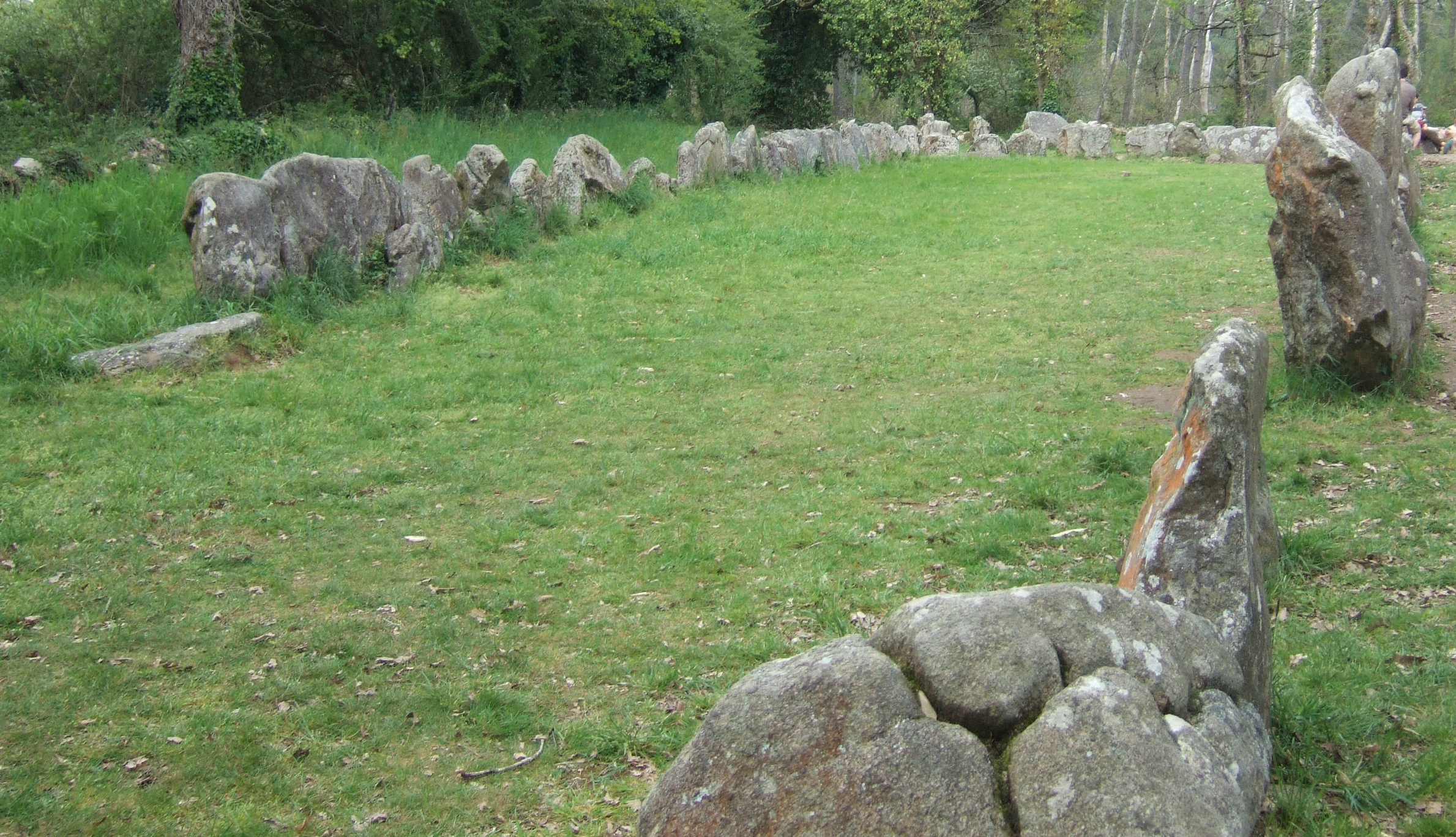
Manio quadrilateral排列

此外还有一些独立的石柱，此外还有一个不能归入上述排列的造型。

### 
这个结构是由石块组成的一个大约长方形的图案。本来上面还有一个中央土堆。它长37米，东部宽处宽10米，西部窄处宽7米。

### 巨石柱
附近有一块独立的石柱，被称为巨石柱。这根石柱高6.5米，1900年被重新树立起来，高耸在附近的科莱斯堪排列前。

## 发掘和分析

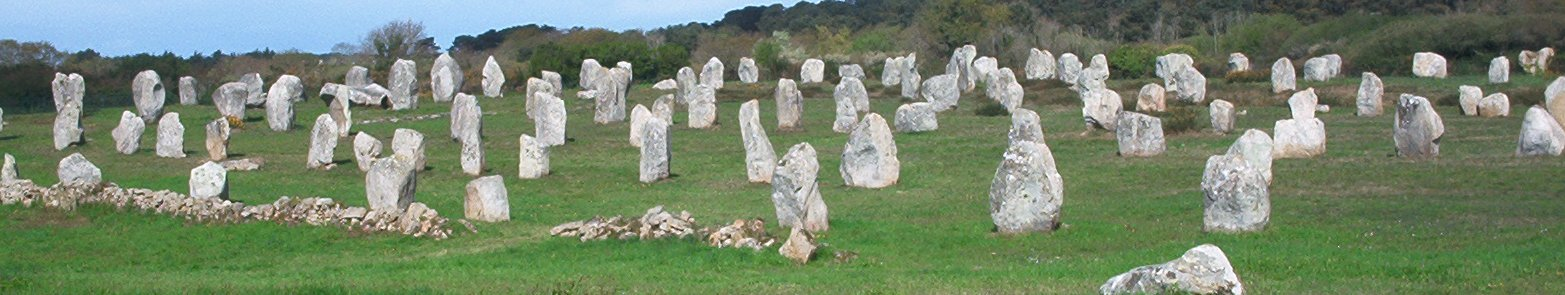
从西边看每乃克排列

1720年代以降，就有人开始对卡纳克巨石林感兴趣。比如1796年泰奥菲尔·德·拉·图尔·德·欧维涅认为他们是德魯伊堆积的。1805年德·庞欧俄特称它们代表天上的星 。至今为止对于这些石碓的来源和目的依然有眾多的未解之谜。

### 早期发掘
1860年代里苏格兰古董商詹姆斯·米兰首次对卡纳克巨石林进行大规模的发掘。他报道说当时3000块石头中不到700块还站立着。1875年他雇佣了一名当地的少年扎卡里·勒·罗兹克作为他的助手。勒·罗兹克通过这个工作自学了考古。米兰死后他将米兰的发掘结果送给了卡纳克，米兰的兄弟罗伯特在当地建造了一座詹姆斯·米兰博物馆来展出和收藏这些文物。勒·罗兹克成为该博物馆的馆长和当地石器时代的一位国际知名的专家。他后来将他自己的发掘成果也送给了卡纳克，今天这座博物馆的名称为詹姆斯·米兰-扎卡里·勒·罗兹克史前博物馆。

### 理论

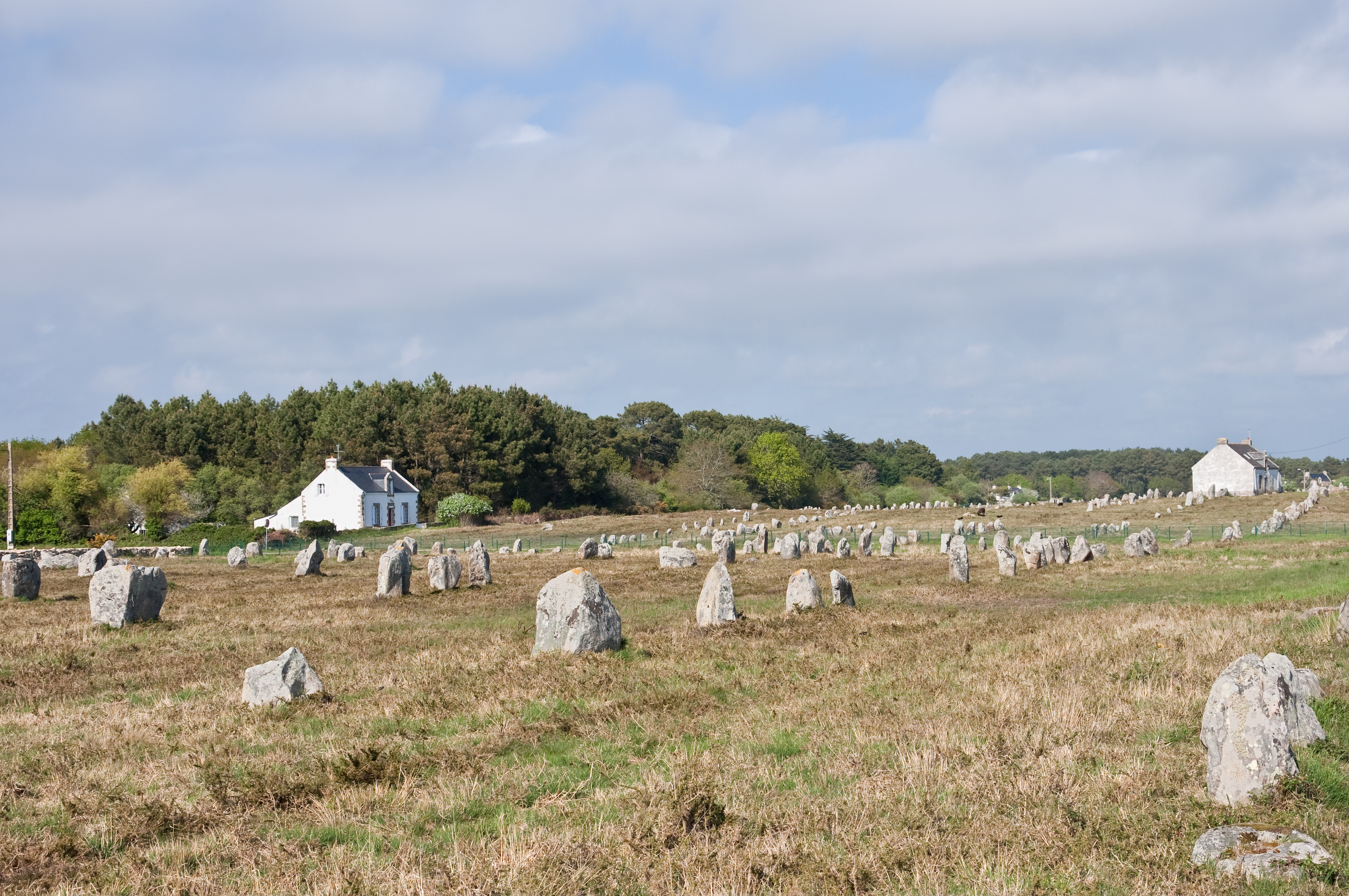
每乃克排列，约1100块石头，分11行

1887年德·克吕兹欧提出石头的排列方向与春秋分时日出的方向一样。
从1970年至1974年亚历山大·汤姆和他的儿子对卡纳克巨石林进行了仔细的测量并发表了一系列天文排列的论文以及支持他的石器时代院的概念的统计分析 。
比较知名的还有皮埃尔·梅儒的研究。梅儒对卡纳克巨石林有30年的研究。他反对支石墓是对死人的崇拜的理论，而认为它们是原始的地震仪，因为布列塔尼是法国地震最频繁的地区。他还认为布列塔尼在历史上地震活动比今天还要频繁，因为在冰川回退的过程中水流入该地，但是这个说法很有争议。他还指出石柱方向和地点与地震裂缝之间的关系。他甚至认为将大石头平衡在一定的点上是有效地形成地震仪。“这些支在三个脚上的大石块，加上它们前部突出的部分，对极小的震动产生反应。我们今天的地震观测站不会比它们好多少。”
此外还有人认为卡纳克巨石林与英国的巨石阵一样是一座天文台。一个理论认为洛克马尔凯附近的一根石柱与卡纳克巨石林联合在一起起这个作用。

## 管理

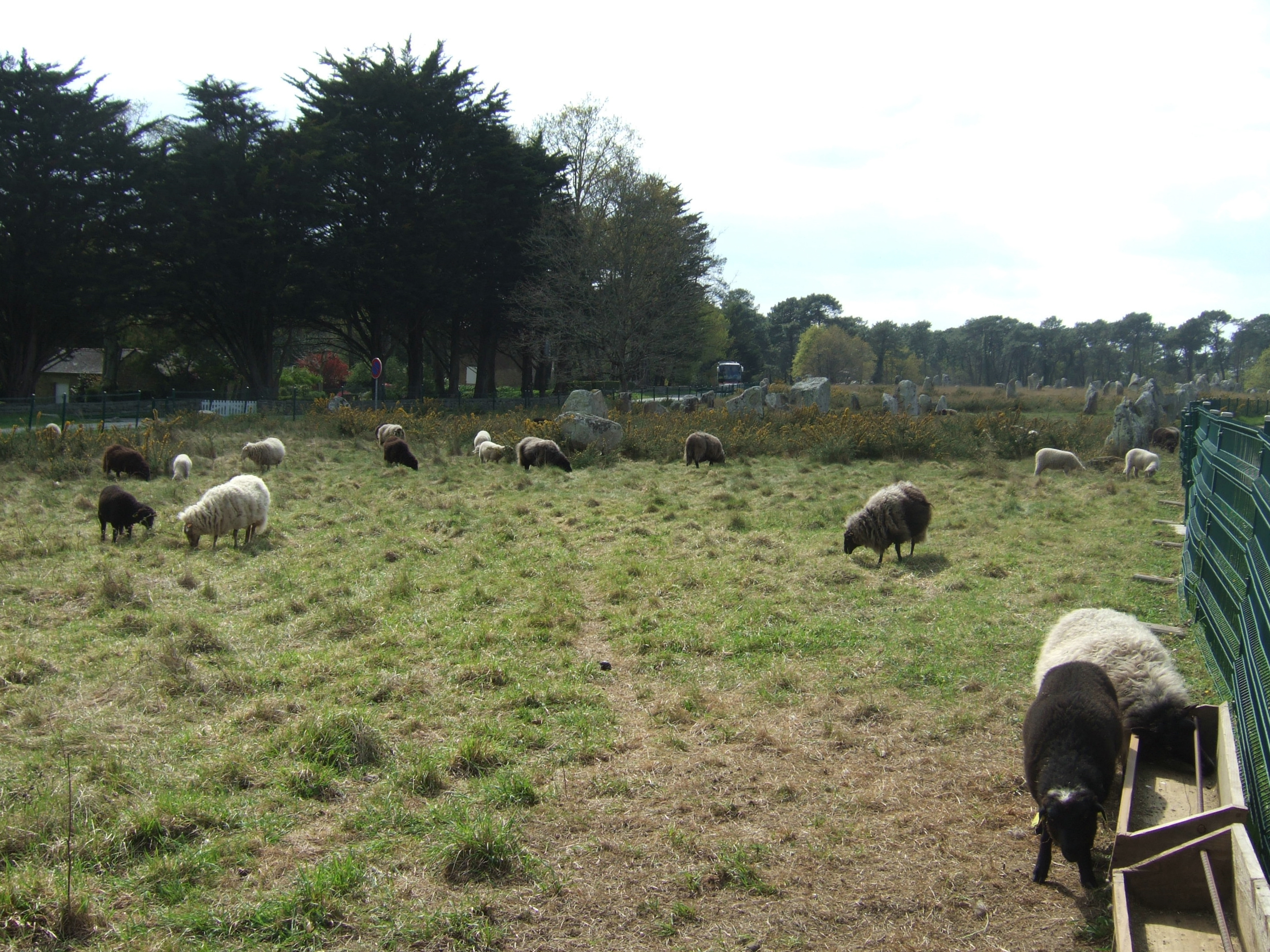
羊在科莱斯堪排列中吃草，这是新管理方案的一部分

詹姆斯·米兰-扎卡里·勒·罗兹克史前博物馆是保护和展出当地文物的中心。它拥有“世界上最大的史前展出”，有来自136个不同地方的6000多件史前文物。
20世纪初法国将石林中的石头买下登记，来防止其他人购买。当时这个措施非常有效。20世纪中由于当地的发展、农业技术的改变和旅游业的发展导致这些石头受到巨大的破坏。1984年文化和通讯部重新考察这个问题，1991年设立卡纳克委员会来重建和发展该石林。其措施包括限制公众接触、进行一系列的科学和技术研究、提出一个保护和当地发展的计划。
如同英国的巨石阵一样，卡纳克巨石林的管理受争议。从1991年开始主要石群被栏杆围住来“帮助植物生长”，除组织的游览外公众不得进入。但是在冬天公众可以随便进入。
1860年代里詹姆斯·米兰开始研究卡纳克巨石林时他报告说当时3000多块石头里不到700块还站立着。1930年代和1980年代里这些石头被重新排列或者树立来为道路和其它建筑物让路（1980年代里甚至使用推土机）。2002年示威者打开栏杆让旅游者自由进入。一个名为（法文和布列塔尼语，“人人参加团体”）的组织占领了科马里奥排列的参观者中心并要求立刻停止现在的管理计划，结合本地的建议。
近年来管理机构允许羊在石林内吃草来控制杂草的生长。

### 网上地图
- http://members.tripod.com/Menhirs/dolmen.html （页面存档备份，存于） 主要景点的地图
- https://web.archive.org/web/20120204191614/http://www.bretagne-celtic.com/carte_carnac.htm 历史地图
- http://www.megalithia.com/brittany/carnac/（页面存档备份，存于） 主要排列的图示